# Cheile Lăpușului (între Groapele și Împreunături)
Cheile Lăpușului (între Groapele și Împreunături) alcătuiesc o arie protejată de interes național ce corespunde categoriei a IV-a (rezervație naturală de tip botanic și geologic), situată în județul Maramureș, pe teritoriul administrativ al orașului Târgu Lăpuș.

## Localizare
Aria naturală se află în partea central-sudică a județului Maramureș (aproape de limita teritorială cu județul Sălaj), în partea vestică a orașului Târgu Lăpuș, între satele Răzoare și Remecioara (pe cursul Lăpușului, de la Răzoare și până la confluența acestuia cu râul Cavnic - Împreunături).

## Descriere
Rezervația naturală declarată arie protejată prin Legea Nr. 5 din 6 martie 2000 publicată în Monitorul Oficial al României Nr. 152 din 12 aprilie 2000 (privind aprobarea Planului de amenajare a teritoriului național - Secțiunea a III-a - arii protejate) se întinde pe o distanță de 25 de kilometri și se suprapune sitului Natura 2000 - Cheile Lăpușului.
Aria protejată reprezintă o zonă (constituită pe calcare, șisturi cristaline și dolomite) de defileu, cu sectoare de tip canion (Vima Mică - Sălnița, Buteasa Râu - La Împreunături), cu abrupturi stâncoase (Custura Cetățelii, Custura Vimei), vârfuri, cascade (La Pișătoare) și peșteri; cu faună sălbatică și floră specifică stâncăriilor. 
În arealul ariei naturale este semnalată prezența unei specii de broască (din clasa batracienilor) protejată prin lege, cunoscută sub denumirea de izvoraș-cu-burta-galbenă (Bombina variegata), specie aflată pe Lista roșie a IUCN.

## Atracții turistice
În vecinătatea rezervației naturale se află mai multe obiective de interes turistic (lăcașuri de cult, monumente istorice, arii protejate, zone naturale), astfel:

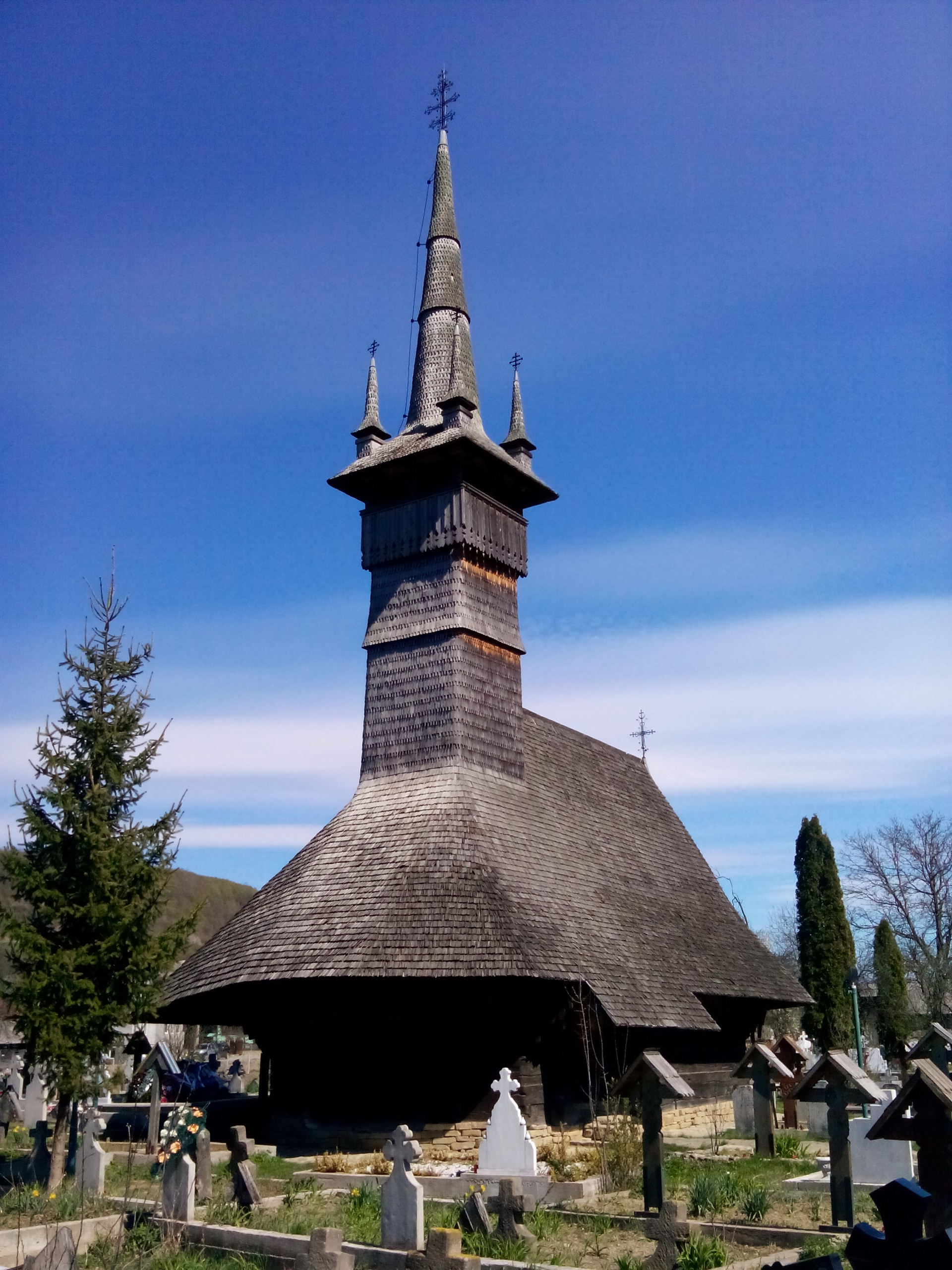
Biserica de lemn din Rogoz

- Biserica „Adormirea Maicii Domnului” din satul Boiereni.
- Biserica de lemn „Sfântul Nicolae” din Boiereni, construcție 1815.
- Biserica reformatǎ-calvină din Dămăcușeni, construitǎ în jurul anului 1700. În anul 1942 a fost incendiatǎ și reconstruită în 1946.
- Biserica de lemn „Sfinții Arhangheli Mihail și Gavril” din satul Dumbrava, construcție secolul al XVIII-lea, monument istoric.
- Biserica de lemn „Sfânta Maria” din Fântânele, construcție 1900, monument istoric.
- Biserica de lemn „Sfinții Apostoli”  din satul Groape, construcție 1830, monument istoric.
- Biserica de lemn „Sfinții Arhangheli Mihail și Gavril” din satul Inău, construcție 1689, monument istoric.
- Biserica de lemn din Glod (Gâlgău) construită în secolul al XVIII-lea și adusă după 1867 în satul Răzoare din localitatea Glod, Sălaj.
- Biserica de lemn Sf. Arhangheli din Rogoz Construită în anul 1663, este considerată una dintre cele mai interesante și valoroase biserici de lemn din Transilvania și se află pe Lista Patrimoniului Mondial al UNESCO[8].
- Mănăstirea Rohia
- Biserica de lemn din Stoiceni, construcție 1860, monument istoric.
- Rezervația naturală Cheile Babei.